# Гомеш да Кошта, Мануэл
Мануэ́л де Оливе́йра Го́меш да Ко́шта (порт. Manuel de Oliveira Gomes da Costa; 14 января 1863, Лиссабон — 17 декабря 1929, Лиссабон) — португальский политический и военный деятель, один из руководителей Национальной революции 1926 года, президент и премьер-министр Португальской республики в 1926 году.

## Биография
Мануэл де Оливейра Гомеш да Кошта родился 14 января 1863 года в Лиссабоне в семье младшего офицера (лейтенанта) крестьянского происхождения Карлуша Диаша да Кошты (род. 1833) и его жены Мадалены де Оливейры. У него были две младшие сестры Лукреция и Амалия. Всё детство Гомеш да Кошта провёл в отдалённых португальских колониях, где проходил службу его отец — на острове Восточный Тимор в водах Голландской Индии (ныне Индонезия), и в Макао, на побережье Китая. Он получил начальное образование в семинарии Святого Иосифа в Макао и в 1873 году, по достижении 10 лет, был отдан на обучение в Военный колледж.

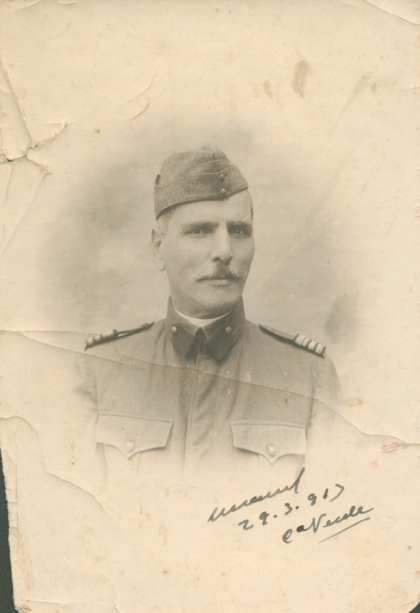
Мануэл Гомеш да Кошта, лейтенант финансовой гвардии. 1891 год (Фото Museu da Presidência da República)

### Военная карьера в пехоте и финансовой гвардии
8 ноября 1880 года, по окончании Военного колледжа, Гомеш да Кошта добровольно вступил солдатом в 4-ю артиллерийскую роту и был принят на пехотные курсы Общевойскового училища (Военной школы), которое окончил в 1884 году, получив там звание сержанта 1-го класса и кандидата в аспиранты. Он был зачислен во 2-й батальон королевских стрелков и 9 января 1884 года получил звание алфереша по должности. Гомеш да Кошта первоначально служил в 11-м пехотном полку, с 1 сентября 1884 года — в 1-м пехотном полку, с 31 января 1885 года снова в 11-м пехотном полку и в декабре 1885 года ему было присвоено звание алфереша (alferes подпоручика или прапорщика). 24 декабря 1885 года Гомеша да Кошту перевели в 24-й пехотный полк, где он с 3 февраля по июнь 1886 года прослужил адъютантом, а 4 сентября того же года направили в 23-й пехотный полк.
В 1887—1889 годах Гомеш да Кошта служил в финансовой гвардии (порт. Guarda Fiscal): c 26 ноября 1887 года в 1-м батальоне, где 7 ноября 1889 года получил звание лейтенанта пехоты, а затем, после короткого перевода в 13-й пехотный полк, во 2-м батальоне финансовой гвардии в качестве начальника поста в Эрисейре.

### Служба в колониях
9 июня 1893 года лейтенант Гомеш да Кошта оставил службу в финансовой гвардии и 20 июня отправился на службу в Индийские колонии как адъютант генерал-губернатора Португальской Индии. В июле 1893 года ему было присвоено звание капитана колониальных войск. Отплыв из Лиссабона 6 августа капитан да Кошта 13 сентября прибыл к индийскому берегу, где ему предстояли прослужить почти три года. Он отличился в военных операциях против индийских повстанцев и был назначен по совместительству администратором муниципалитета Гоа В 1895 году Гомеш да Кошта, который также исполнял обязанности директора школы искусств и ремёсел, занял должность заместителя начальника штаба Главного командования операциями против повстанцев в португальских колониях в Индии и участвовал в бою при Гутуку. 19 марта 1895 года Гомиш да Кошта покинул Гоа и ненадолго вернулся в Лиссабон, но уже в сентябре отплыл в Мозамбик, где также отличился в завоевательных походах против империи Газа и подавлении сопротивления местных племён под руководством императора Нгунгиньяны, который был захвачен в плен. Продолжил служить в Мозамбике под командованием назначенного губернатором руководителя военных кампаний Жоакина Аугусту Моузинью ди Албукерке. В 1896 году Мануэл Гомеш да Кошта был назначен начальником штаба португальских вооружённых сил в Мозамбике. Он отличился в сражении у Маконтене 21 июля 1897 года. 20 января 1898 года Гомеш да Кошта получил звание капитана португальской армии. 23 марта 1898 года он был назначен командующим войсками и военной полицией мозамбикской провинции Газа (до 6 октября 1898 года), 2 июня 1899 года был направлен в провинцию Ньяса, где с 10 октября по 30 декабря 1899 года командовал оперативной колонной. 20 марта 1900 года Гомеш да Кошта был отозван в распоряжение Генерального штаба, в январе 1902 года получил назначение в 1-й стрелковый батальон и 3 февраля вновь был отправлен в короткую «комиссию» в Мозамбик. 25 мая 1903 года его комиссия закончилась, и да Кошта короткое время служил в 16-м пехотном полку, пока в начале 1904 года его не отправили служить в Анголу. 16 февраля 1904 года он прибыл в Луанду, с 30 апреля занимал пост военного коменданта Уамбо, был начальником штаба оперативной колонны, действовавшей против народности овамбо. 5 июня 1905 года Гомеш да Кошта вернулся в Лиссабон и в сентябре получил назначение в 21-й пехотный полк. В декабре его перевели в 1-й королевский пехотный полк, а в мае 1906 года — во 2-й пехотный полк.
1 августа 1906 года Гомеш да Кошта в третий раз отплыл в Мозамбик, куда прибыл 27 августа, и 30 сентября был назначен командиром военного поста в районе Моссурул провинции Нампула. 31 августа 1907 года он был отозван в Португалию, но уже в феврале 1908 года, был в четвёртый раз направлен в Мозамбик, где 30 июня был назначен инспектором по вопросам туземного населения и подавлял сопротивление африканских племён в южных провинциях колонии. 29 января 1909 года да Коште было присвоено звание майора пехоты. Дослужившись до поста начальника кабинета генерал-губернатора Мозамбика, майор да Кошта 15 января за критику своего начальства переводится в Анголу, и 28 января 1912 года прибывает в Луанду, где 25 февраля назначается начальником штаба войск колонии. Но уже 18 июня генерал-губернатор Анголы генерал Жозе Нортон де Матуш снимает его с этого поста. 27 июня да Кошту переводят инспектором на острова Кабо-Верде и 29 июня присваивают звание подполковника. 23 мая 1914 года на его отправляют начальником военной полиции на остров Сан-Томе, 20 июня присваивают звание полковника и 8 августа назначают начальником штаба колониальных войск провинции.

### Военная карьера в Европе. Первая мировая война

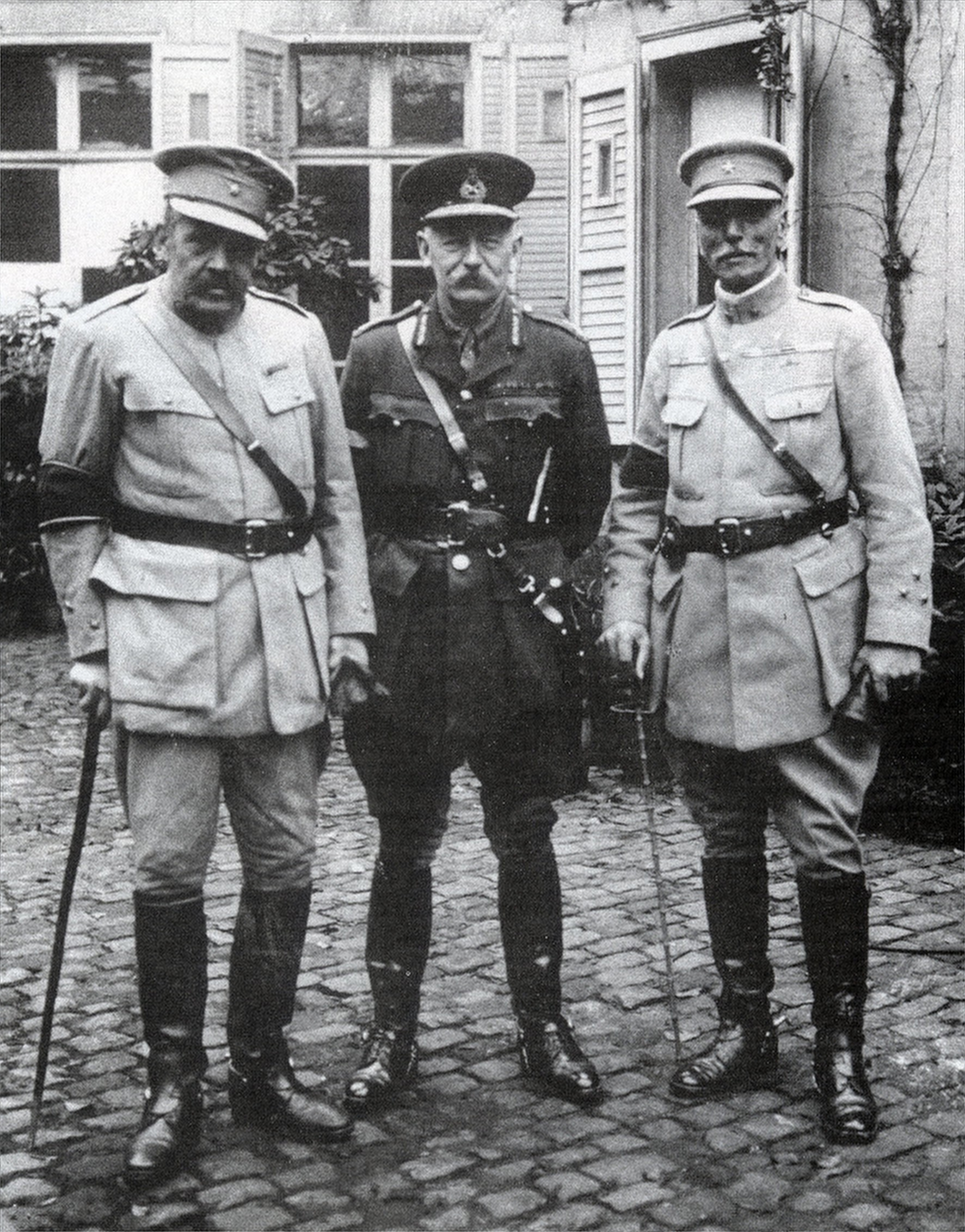
Генерал Фернанду Тамагнини, британский генерал Ричард Хэйкинг (в центре) и Мануэл Гомеш да Кошта. 1918 год, Французская Фландрия.

30 декабря 1914 года полковник Гомеш да Кошта вернулся в Лиссабон и 17 февраля 1915 года принял командование 1-м пехотным полком, а 15 марта — 16-м пехотным полком. С 20 августа 1915 года по июнь 1916 года он инспектирует воинские части в Мозамбике, а 30 сентября 1916 года направляется в 10-й пехотный полк.
30 января 1917 года, после того, как Португалия вступила в Первую мировую войну на стороне Антанты, полковник Гомеш да Кошта был назначен командиром 1-й бригады формировавшегося в Танкуше португальского экспедиционного корпуса (порт. Corpo Expedicionário Português, CEP) под командованием генерала Жозе Нортона де Матуша. Корпус был переброшен во Францию, к линии фронта во Фландрии. 7 мая 1918 года Гомеш да Кошта был произведён в генералы по должности и награждён Орденом Башни и Меча. В этот период началось приобщение да Кошты к большой политике: в декабре 1917 года он вступил в Центристскую республиканскую партию Антониу Эгаша Мониша и 1 января 1918 года был принят президентом республики Сидониу Паишем, пришедшим к власти за три недели до этого в результате военного переворота. После этого Гомеш да Кошта был назначен командиром 2-й дивизии экспедиционного корпуса и 9 апреля 1918 года командовал войскам в ходе неудачного для португальцев сражения на реке Лисе. Несмотря на то, что португальские войска не смогли удержать позиции и понесли большие потери в ходе германского наступления, Гомиш да Кошта 8 мая 1918 года получил звание генерала по выслуге лет, а затем был награждён степенью Кавалера военного Ордена Башни и Меча и Военным крестом 1-го класса. 20 июня он сдал командование дивизией и был отозван в Португалию, а 22 июля заявил, что поражение на Лисе не заслоняет подвигов португальского солдата и является наиболее заметным военным достижением португальцев за последние 50 лет.
Несмотря на то, что военная кампания во Фландрии не принесла громких побед, она, вопреки всему, заметно подняла престиж Мануэла Гомеша да Кошты.

### В оппозиции к Республике
Когда 5 октября 1910 года в Португалии произошла революция, свергшая монархию и установившая Первую республику, майор Мануэл Гомеш да Кошта находился в Мозамбике, где усмирял местные племена. Подобно большинству представителей Поколения 1895, в последующие годы Гомеш да Кошта не испытывал никаких симпатий к республиканскому режиму и открыто заявлял, что если бы он командовал правительственными войсками 5 октября 1910 года, то история Португалии была бы иной. Однако его, как и многих других видных военных, не уволили в отставку, оставили на должности в армии и продвигали по службе.
После возвращения в Португалию, в ноябре 1918 года генерала Гомеша да Кошту направили командующим военной экспедицией в Мозамбик, 28 июля 1919 года вновь отозвали в метрополию, назначив на должность председателя экзаменационного жюри по производству в майоры офицеров колониальных войск, а 14 мая 1921 года Гомиш да Кошта был назначен командиром 4-й дивизии в Эворе. Он всё активнее приобщался к политике, примкнув в 1920 году к объединившему монархистов и правых республиканцев движению Национальный крестовый поход Нуну Алвареша, а в 1921 году безуспешно баллотировался в парламент от Партии реформ. Генерал резко критиковал республиканский режим и правительство Демократической партии, публикуя статьи в изданиях «Seara Nova», «Opinião», «Jornal da Madeira» и других. 26 ноября 1921 года Гомиш да Кошта был снят с должности командира дивизии и отсидел 20 дней в тюрьме за критику военного министра. В июне 1922 года он возглавлял комиссию по сбору средств на знак Орденов Башни и Меча авиаторам Карлушу Гагу Коутинью и Артуру ди Сакадура Кабралу. Правительство, устав от политических заявлений и заговорщицкой деятельности генерала, 27 сентября 1922 года направило его в качестве военного инспектора в Макао (до 27 сентября 1923 года) и Португальскую Индию (20 октября 1923 года — 17 апреля 1924 года.
Вернувшись в мае 1924 года в Португалию, он активно включился в политику и поддержал Республиканскую радикальную партию Кунья Леала, находившуюся в оппозиции режиму Демократической партии. Генерал да Кошта занимал второстепенные должности, входя в состав наградной комиссии по изучению апелляций относительно наград в период Первой мировой войны и комиссии по рассмотрению проблем низовых подразделений колониальной армии. В 1925 году он был назначен председателем Комиссии по рассмотрению прошений капитанов колониальных войск, претендующих на звание майора.
Тем временем экономическое положение Португалии ухудшалось, росли инфляция и внешний долг. Кризис усугублялся политической нестабильностью, частой сменой правительств и доминированием в условиях парламентской системы Демократической партии. 26 мая 1926 года Мануэл Гомеш да Кошта установил связь с заговорщиками, планировавшими свержение режима Демократической партии. Так как тяжело заболел готовившийся в лидеры вооружённого выступления генерал Жозе Аугушту Алвеш Рокадаш, Гомеш да Кошта по предложению генерала Жуан Синела де Кордеша согласился возглавить движение.

### «Национальная революция» 1926 года

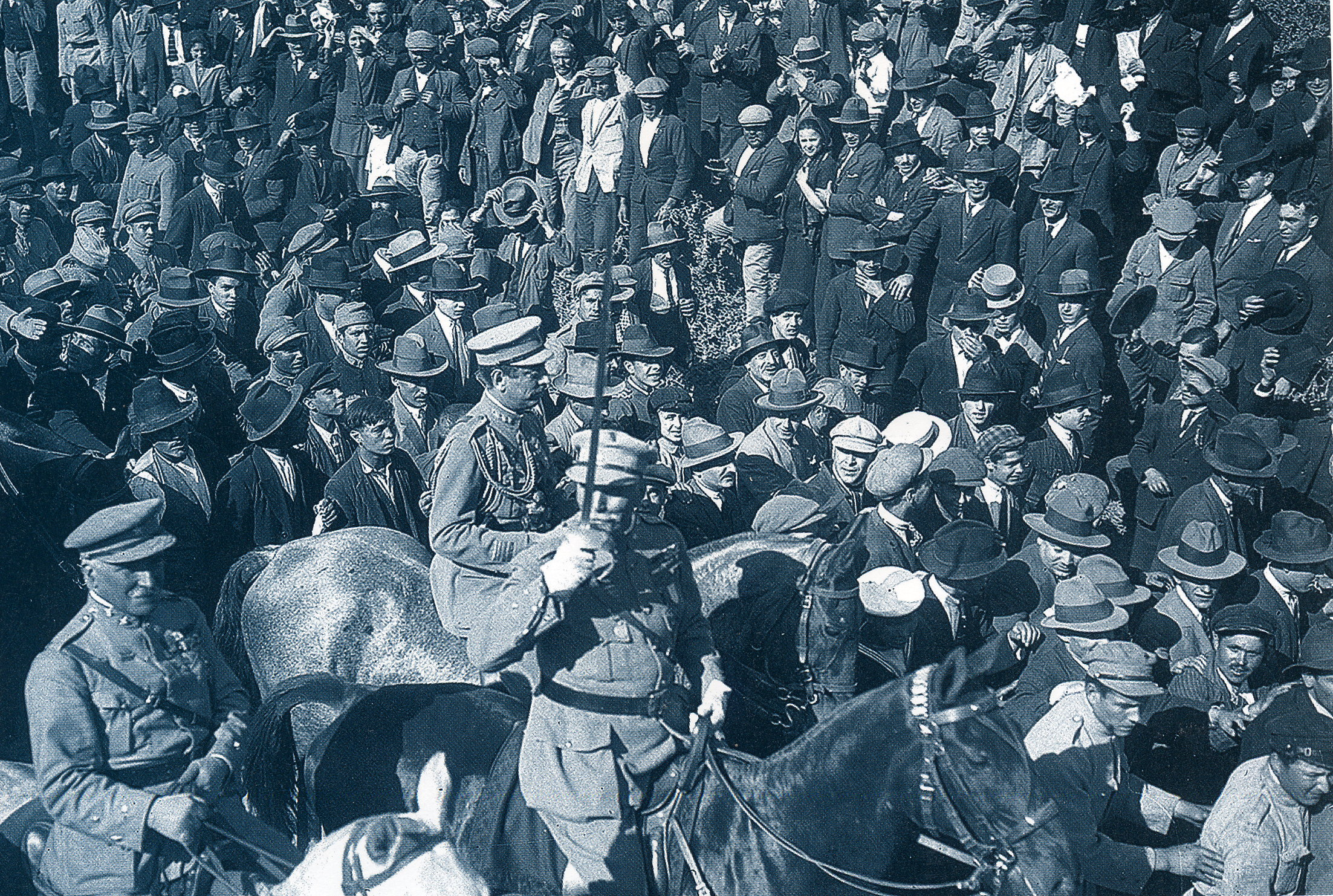
Гомеш да Кошта вступает в Лиссабон во главе своих войск. 6 июня 1926 года.

28 мая 1926 года в городе Брага на севере страны генерал Мануэл Гомеш да Кошта, опираясь на командиров местного гарнизона, провозгласил начало «Национальной революции» («Revolução Nacional»). Он издал прокламацию с призывом восстать против «невыносимого положения страны» и «отжившей свой век парламентской системы» и выступил в направлении столицы. Его призыв нашёл отклик по всей стране, но в Лиссабоне власть уже захватили республиканцы во главе с капитаном флота Жозе Мендешем Кабесадашем. 31 мая в Порту Гомеш да Кошта заявил, что правительство Мендеша Кабесадаша более не пользуется доверием вооружённых сил и отдал армии приказ идти на Лиссабон. Он получил поддержку большинства воинских частей страны, генерал Антониу Ошкар Кармона двинул на столицу из Эворы 4-ю дивизию. 1 июня в Коимбре прошла первая встреча разных фракций движения, свергшего режим Демократической партии. Там под давлением консервативной военной группировки Синелы де Кордеша был сформирован правящий триумвират в составе капитана Жозе Мендеша Кабесадаша, генерала Гомеша да Кошты и Арманду Гамы Ошоа. Однако Гомеш стал настаивать на замене Ошоа Кармоной. 3 июня произошла вторая встреча («Конференция в Сакавене») под Лиссабоном и был сформирован второй триумвират: Мендеш Кабесадаш, Гомеш да Кошта и Ошкар Кармона. В тот же день он был назначен военным министром и министром колоний. 6 июня Мануэл Гомеш да Кошта верхом на коне триумфально вступил в Лиссабон во главе 15 000 военных и своих сторонников их всех частей Португалии. Но Мендешу Кабесадошу ещё оставались верны силы в Траз-уж-Монтеш и в Алгарве.

### Программа Гомеша да Кошты
14 июня 1926 года Гомеш да Кошта представил в Совет министров Португалии свою программу радикальных преобразований и нового устройства португальского общества. Она предусматривала восстановление общественного порядка («ordem pública»), расширение полномочий президента, административную децентрализацию, корпоративную организацию экономики и её защиту от иностранной конкуренции, сильную государственную поддержку национального предпринимательства (национального труда — trabalho nacional), пересмотр семейного права, восстановление роли религии и реформу школьного образования. Часть идей были подсказаны ему сторонниками т. н. «лузитанского интегрализма» и впоследствии легли в основу «Нового государства», однако в тот день программа была отвергнута.

### Президент Португалии
17 июня 1926 года Гомеш да Кошта отдал из Сакавена приказ армии выступить против Менеша Кабесадаша и предъявил ему ультиматум с требованием уйти в отставку. Мендеш Кабесадаш был вынужден согласиться, и его отставка была официально оформлена 19 июня. 17 июня провозглашённый президентом Мануэл Гомеш да Кошта как глава кабинета сформировал новое правительство, в котором первые дни временно замещал несколько министерских постов.

#### Правительство Мануэла Гомеша на Кошты (17 июня — 9 июля 1926 года)

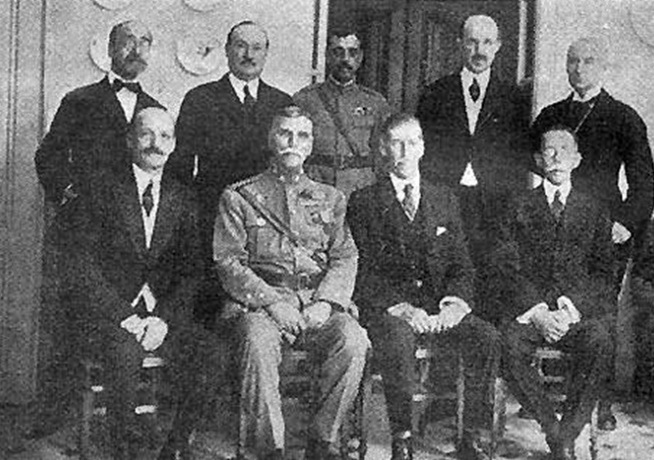
Президент Гомеш да Кошта с иностранными послами. Июль 1926 года.

- Председатель правительства и военный министр — Мануэл де Оливейра Гомеш да Кошта;
- Министр иностранных дел — Мартинью Нобре де Мелу;
- Министр внутренних дел — Антониу Жозе Клару (с 18 июня);
- Министр юстиции — Мануэл Родригеш Жуниор;
- Министр финансов — Фиорентину да Камара де Мелу Кабрал (с 19 июня);
- Министр торговли и коммуникаций — Абилиу Аугушту Валдеш де Пассуш и Соуза;
- Министр колоний — Жуан де Алмейда;
- Министр сельского хозяйства — Фелижберту Алвеш Педрозу;
- Министр народного образования — Артур Рикарду Жорже;
- Министр морского флота — Жайме Афлейшу (Jaime Afreixo)[8].

#### Деятельность правительства и конфликт с Кармоной
21 июня по инициативе Ролана Прету начала выходить газета «Национальная революция», а на следующий день, 22 июня была явочным порядком введена цензура печати. С 24 июня все издания в стране начали выходить с пометкой «Этот номер просмотрен Комиссией по цензуре». 29 июня декретом № 11.789 генерал Гомеш да Кошта был утверждён президентом Португалии по уполномочию правительства, а не как избранный президент. 5 июля декретом № 11.839 была узаконена уже введённая цензура печати. Она сохранялась в Португалии 48 лет и была отменена в 1974 году, в первый день «Революции гвоздик».
Однако у Гомеша да Кошты нашёлся более серьёзный соперник, чем Мендеш Кабесадаш, и правление генерала оказалось недолгим. 6 июля на заседании Совета министров Мануэл Гомеш да Кошта обязал министра юстиции и культов Родригеша Жуниора принять подготовленные представителем церкви поправки к декрету о религии. Против этого требования выступила группа влиятельных министров, которых называли «синелистами» — Ошкар Кармона, Гама Ошоа и Антониу Клару. В ответ Гомеш да Кошта 7 июля отправил их в отставку. Новым министром иностранных дел он назначил Мартину Набре де Мелу, а министром колоний полковника Жуана де Алмейду. Однако все остальные министры (кроме Филумену да Камара) заявили о солидарности с Кармоной.

### Падение

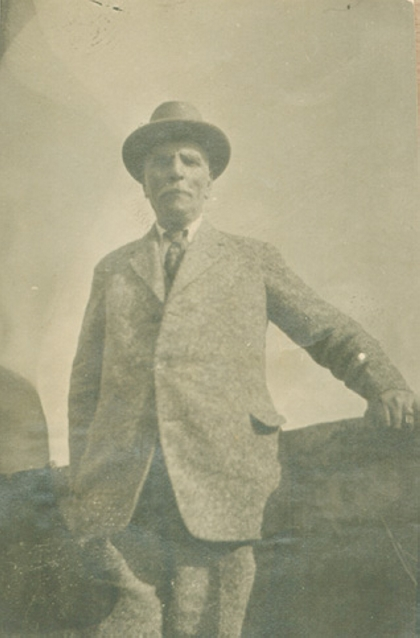
Свергнутый маршал Мануэл Гомеш да Кошта в последние годы жизни. (Фото Museu da Presidência da República)

Ночью на 8 июля во дворец «Белен» явились генерал Синел де Кордеш и полковник Раул Эштевеш в сопровождении военного губернатора Лиссабона и командующего Национальной республиканской гвардией. Они предложили Мануэлу Гомешу да Коште отозвать отставку министров, оставить пост главы правительства, но остаться на посту президента, утратив реальную власть, но получив гарантии неприкосновенности. Мануэл Гомеш да Кошта не принял этих предложений. На рассвете 9 июля он был объявлен низложенным (декрет № 11.866) и арестован во дворце «Белен». Генерала отправили в тюрьму форта Кашиас, затем перевели во дворец цитадели Кашкайша. 11 июля генерала Мануэла Гомеша да Кошту отправили на Азорские острова, в Ангра-ду-Эроишму, чтобы не дать противникам Кармоны объединиться и сделать его своим знаменем.
30 сентября 1926 года Кармона присвоил Мануэлу Гомешу да Кошту звание маршала (декрет № 12 397), а в октябре 1926 года тот был направлен на жительство в Понта-Делгаду.
Через год ситуация в стране стабилизировалась, а здоровье маршала ухудшалось и в сентябре 1927 года Кармона, не желая невольно сделать из него мученика, умершего в изгнании, позволил Гомешу да Коште вернуться на континент. В ноябре 1927 года маршал вернулся в Лиссабон. В феврале 1928 года он выехал за границу, в Рим, где в марте присутствовал на похоронах маршала Армандо Диаса. Когда Гомеш да Кошта вернулся в Лиссабон, профессор университета Коимбры Антониу де Салазар, назначенный министром финансов, посещал больного маршала и не раз подолгу беседовал с ним. Их взгляды были очень близки, и многое из правительственной программы 1926 года было использовано Салазаром в будущем, при строительстве корпоративной республики.
Скончался 17 декабря 1929 года в Лиссабоне в бедности и отчаянии.

## Воинские звания
- Лейтенант (1889)
- Капитан колониальных войск (1893)
- Капитан (1898)
- Майор (1908)
- Подполковник (1912)
- Полковник (1914)
- Генерал (1918)
- Маршал (1926)

## Награды
Награды Португалии
| Страна     | Дата                             | Награда                                           | Награда                                                   | Литеры |
| ---------- | -------------------------------- | ------------------------------------------------- | --------------------------------------------------------- | ------ |
| Португалия | 9 июня — 9 июля 1926             | Кавалер Тройного ордена как Президент Португалии  | Кавалер Тройного ордена как Президент Португалии          |        |
| Португалия | 9 июня — 9 июля 1926             | Гроссмейстер                                      | Военного Ордена Башни и Меча, Доблести, Верности и Заслуг |        |
| Португалия | 14 сентября 1920 —               | Гранд-офицер                                      | Военного Ордена Башни и Меча, Доблести, Верности и Заслуг | GOTE   |
| Португалия | 9 июня — 9 июля 1926             | Гроссмейстер ордена Христа                        | Гроссмейстер ордена Христа                                |        |
| Португалия | 9 июня — 9 июля 1926             | Гроссмейстер                                      | ордена Святого Беннета Ависского                          |        |
| Португалия | 5 октября 1921 —                 | Кавалер Большого креста                           | ордена Святого Беннета Ависского                          | GCA    |
| Португалия | 15 февраля 1919 — 5 октября 1921 | Гранд-офицер                                      | ордена Святого Беннета Ависского                          | GOA    |
| Португалия | 9 июня — 9 июля 1926             | Гроссмейстер Военного ордена Святого Якова и Меча | Гроссмейстер Военного ордена Святого Якова и Меча         |        |

## Частная жизнь
Женился 15 мая 1885 года на Энриете Жулии ди Мира Годинью (Henriqueta Júlia de Mira Godinho, род. 30 июля 1863 года). У них был сын Карлуш Гомиш да Кошта, дочери Мария Мануэла Мира Годинью Гомиш да Кошта и Эстела Энриета ди Мира Годинью Гомиш да Кошта (р. 1890), которая вышла замуж за губернатора Португальской Индии Педру Франсишку Массану ди Аморим.

## Сочинения
- Gaza, Lisboa, 1899.
- A Grande Batalha do CEP: A Batalha do Lis (9 de Abril de 1918), 1919, Lisboa.
- Soldados de Portugal!, Macau, 1923.
- Portugal na Guerra: A Guerra nas Colónias (1914—1918), Lisboa, 1925.
- Descobrimentos e Conquistas, 2 volumes, Lisboa, 1927—1929.
- Memórias, Lisboa, 1930.
- A Revolta de Goa e a Campanha de 1895/1896, Lisboa, 1939.

## Память

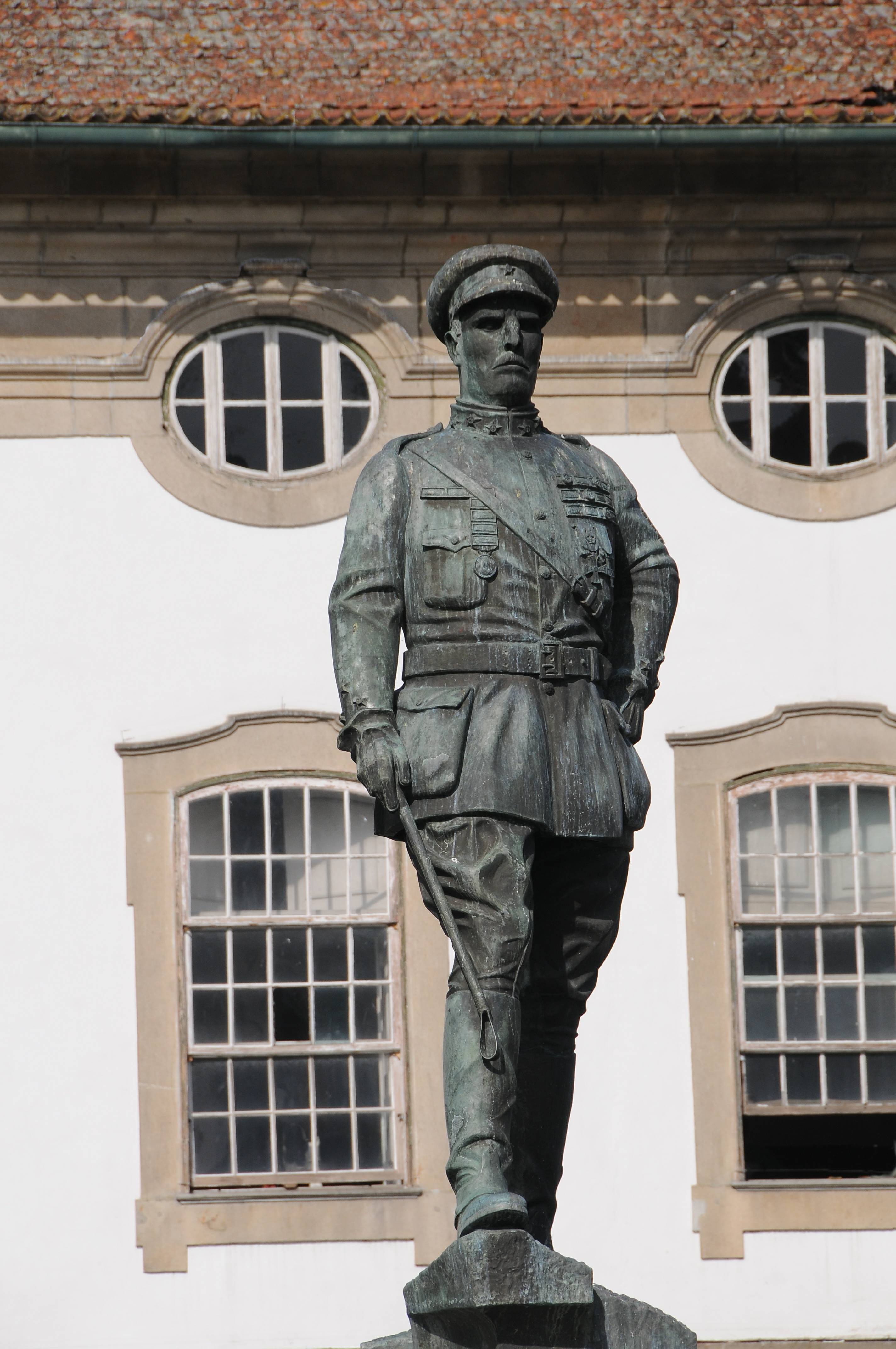
Памятник Гомишу да Коште в Браге работы скульптора Салвадора Барата Фейо (Фото Жозе Гонсалвиша)

27 мая 1940 года в Браге был открыт памятник маршалу Мануэлу Гомишу да Коште. Его имя теперь присутствует в топонимике 17 городов и населённых пунктов Португалии, в том числе Лиссабона, Лейрии, Сакавена, Грандолы, Эворы и др.